# Сэнрю
Сэ́нрю (яп. 川柳 «речная ива») — жанр японской поэзии, возникший в период Эдо. По форме совпадает с хайку, то есть представляет собой трёхстишие, состоящее из строк длиной в 5, 7 и 5 мор. Но, в отличие от лирического жанра хайку, сэнрю — жанр сатирико-юмористический, далёкий от любования красотой природы. Сэнрю обычно не содержат киго — указания на одно из четырёх времён года, обязательного для классического хайку.
В Японии в смеховой культуре юмор всегда преобладал над сатирой. Об этом пишет в книге «Японская художественная традиция» Т. Григорьева. Поэтому хайку в жанре сэнрю не преследовались властями, как это случалось бы с сатирическими произведениями. Сатира может оказаться в оппозиции к власти и тогда, когда не затрагивает социальных вопросов: за счёт постоянного обличения нравов, если духовная власть посчитает это нарушением монополии верхов на критику. Но сэнрю не занимались и нравственным обличением обычных человеческих пороков. Это скорее, даже в сатирических стихах, жанр шутки, анекдота, скетча.
Хотя внешне, по своему содержанию, сэнрю похожи на европейские анекдоты, между сэнрю и европейской смеховой традицией есть принципиальная разница. У сэнрю было серьёзное идеологическое обоснование, и мастера сэнрю не считали себя поэтами, уступающими в эстетике поэтам прошлых эпох. Смех по-японски «окаси». Вот что пишет о смеховой культуре Японии XVIII века Т. Григорьева: «Не удивительно, что Хисамацу ставит окаси в один ряд с аварэ, югэн, саби. Они равноправны. Каждому времени — своё чувство: строгость Нара, красота Хэйана, печаль Муромати, смех Эдо. Общество отстраняло то, к чему теряло интерес, и выдвигало на первый план то, в чём испытывало нужду. Постоянным оставался критерий прекрасного».
Своё название сэнрю получили по имени поэта Карая Сэнрю (柄井川柳, 1718—1790), благодаря которому жанр обрёл популярность.